# FAM207A
FAM207A (англ. Family with sequence similarity 207 member A) – білок, який кодується однойменним геном, розташованим у людей на довгому плечі 21-ї хромосоми. Довжина поліпептидного ланцюга білка становить 230 амінокислот, а молекулярна маса — 25 456.
| 10         |  | 20         |  | 30         |  | 40         |  | 50         |
| ---------- |  | ---------- |  | ---------- |  | ---------- |  | ---------- |
| MGKVRGLRAR |  | VHQAAVRPKG |  | EAAPGPAPPA |  | PEATPPPASA |  | AGKDWAFINT |
| NIFARTKIDP |  | SALVQKLELD |  | VRSVTSVRRG |  | EAGSSARSVP |  | SIRRGAEAKT |
| VLPKKEKMKL |  | RREQWLQKIE |  | AIKLAEQKHR |  | EERRRRATVV |  | VGDLHPLRDA |
| LPELLGLEAG |  | SRRQARSRES |  | NKPRPSELSR |  | MSAAQRQQLL |  | EEERTRFQEL |
| LASPAYRASP |  | LVAIGQTLAR |  | QMQLEDGGQL |  |            |  |            |

A: Аланін

D: Аспарагінова кислота

E: Глутамінова кислота

F: Фенілаланін

G: Гліцин

H: Гістидин

I: Ізолейцин

K: Лізин

L: Лейцин

M: Метіонін

N: Аспарагін

P: Пролін

Q: Глутамін

R: Аргінін

S: Серин

T: Треонін

V: Валін

W: Триптофан

Кодований геном білок за функцією належить до фосфопротеїнів. 
Задіяний у такому біологічному процесі, як альтернативний сплайсинг. 